# Akhxtir
Akhxtir - Ахштырь (rus) - és un poble del krai de Krasnodar, a Rússia. Es troba a la vora esquerra del riu Mzimta, a 24 km a l'est de Sotxi i a 188 km al sud-est de Krasnodar, la capital de la regió.
Pertany al municipi de Níjniaia Xílovka.

## Història
Prèviament al domini de l'Imperi Rus, el lloc era conegut com a pas d'Akhxtirkh. La població russa fou fundada el 1869 per vint famílies de colons procedents de la gubèrnia de Podíl·lia. D'aquells primers anys del poble queden les ruïnes d'una església ortodoxa.
Durant el període soviètic, a la vila hi havia una granja d'aus, s'hi conreava tabac, cànem, s'hi practicava la ramaderia i hi havia una serradora. Hi havia també un club cultural i una botiga. El 1950 s'hi creà el kolkhoz de Kírov.
Amb ocasió dels Jocs Olímpics d'Hivern de 2014, al voltant d'Akhxtir s'hi realitzaren diverses obres, com la construcció de la carretera A148 d'Àdler a Kràsnaia Poliana.